# ل بوسکات
ل بوسکات (به فرانسوی: Le Bousquet) یک کامین در فرانسه است که در Canton of Axat واقع شده‌است.

## خصوصیات
ل بوسکات ۲۵٫۹۹ کیلومترمربع مساحت و ۴۷ نفر جمعیت دارد و ۱٬۱۱۷ متر بالاتر از سطح دریا واقع شده‌است.